# Max Gallo

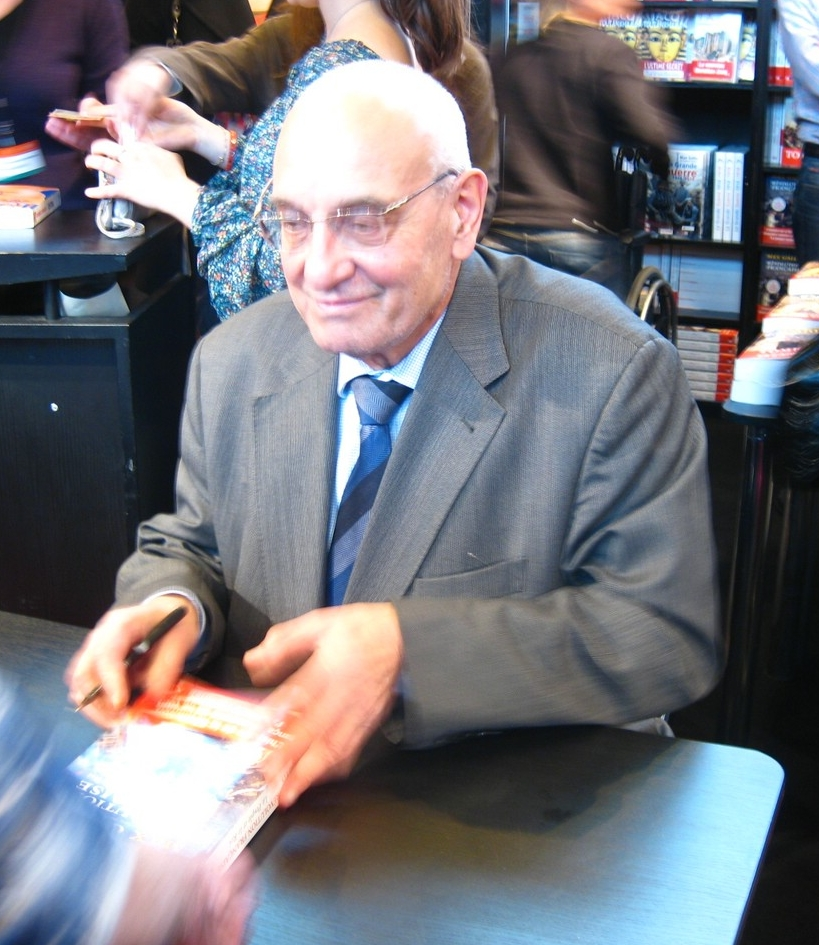
Max Gallo (2009)

Max Louis Jules Gallo (* 7. Januar 1932 in Nizza; † 18. Juli 2017 in Vaison-la-Romaine) war ein französischer Schriftsteller, Historiker und Politiker.

## Leben und Wirken
Max Gallo kam 1932 in Nizza als Kind einer italienischstämmigen Familie in bescheidenen Verhältnissen zur Welt. Sein Vater war Elektriker und hatte im Ersten Weltkrieg in der Marine gedient. Seine Mutter las ihm nach seinen eigenen Angaben als Kind aus der Göttlichen Komödie Dantes vor. Er machte zunächst eine Ausbildung zum Maschinenschlosser (Mécanicien-ajusteur), die er mit 16 Jahren abschloss, dann ein mathematisch-technisches Baccalauréat. Anschließend arbeitete er als Techniker bei dem Fernsehsender Radiodiffusion-Télévision Française. Neben der Arbeit studierte er Geschichtswissenschaften. Er erreichte im ersten Versuch die Agrégation in Geschichte. Später wurde er Doktor für Zeitgeschichte sowie Docteur ès lettres.
Von 1960 bis 1965 war Gallo Gymnasiallehrer am Lycée Masséna in Nizza, anschließend von 1965 bis 1970 Assistent (Maître assistant) an der Universität Nizza und 1970 bis 1975 Maître de conférences an Sciences Po in Paris. Beim Verlag Éditions Robert Laffont leitete er mehrerer Publikationsreihen, zudem war er von 1971 bis 1981 Kolumnist der Wochenzeitschrift L’Express.
Bis 1956 war Max Gallo Mitglied des Parti communiste français. Später unterstützte er den Parti socialiste; schließlich schloss er sich der bürgerlichen Rechten an, unterstützte die Präsidentschaftskandidatur Nicolas Sarkozys und schrieb für Sarkozy, nachdem dieser 2007 Staatspräsident geworden war, mehrere Reden, so diejenige auf Lazare Ponticelli, den letzten französischen Kriegsteilnehmer des Ersten Weltkriegs.
Von 1981 bis 1983 war er für das Département Alpes-Maritimes Abgeordneter der französischen Nationalversammlung, vom 23. März 1983 bis 18. Juni 1984 Staatssekretär und Regierungssprecher der französischen Regierung unter Premierminister Pierre Mauroy und von der Europawahl 1984 bis 1994 Abgeordneter im Europäischen Parlament.
Seit dem 31. Mai 2007 war Gallo Mitglied der Académie française und hatte dort den Fauteuil 24 inne. Der vorherige Inhaber dieses Sitzes war Jean-François Revel gewesen. Neben Werken zur Geschichte veröffentlichte Gallo eine Reihe von Biographien etwa über Ludwig XIV., Rosa Luxemburg (1993), Charles de Gaulle (1998), Napoléon (2009) sowie eine Reihe von Romanen, in denen er die Geschichte Frankreichs farbig und populär beschrieb. Gallos Geschichtsbild war sehr traditionell. Für ihn waren es weniger soziale Umwälzungen und gesellschaftliche Strukturen als große Männer, die Geschichte machten.
2015 machte Gallo bekannt, dass er unter der Parkinson-Krankheit litt. Sie war bereits kurze Zeit nach seiner Wahl in die Académie française 2008 diagnostiziert worden; Gallo publizierte dennoch noch jahrelang mehrere Bücher im Jahr. Gallo starb am 18. Juli 2017 in Vaison-la-Romaine im Département Vaucluse.

## Werke (Auswahl aus über 100)
- L'homme Robespierre. Historie d'une solitude, Perron, Paris, 1968. deutsche Übersetzung: Robespierre. Klett-Cotta, Stuttgart, 1989.
- La nuit des longs couteaux, Robert Laffont, 1971, deutsche Erstausgabe Der schwarze Freitag der SA. Die Vernichtung des revolutionären Flügels der NSDAP durch Hitlers SS im Juni 1934, Molden Verlag Wien, 1972
- Le cortège des vainqueurs, Robert Laffont, 1972
- Un pas vers la mer, Robert Laffont, 1973
- L’oiseau des origines, Robert Laffont, 1974
- Que sont les siècles pour la mer, Robert Laffont, 1977
- Les hommes naissent tous le même jour, (Tome 1: Aurore, Tome 2: Crépuscule), Robert Lafont, 1978
- Une affaire intime, Robert Laffont, 1979
- France, Grasset, 1980
- Un crime très ordinaire, Grasset, 1982
- La demeure des puissants, Grasset, 1983
- Le beau rivage, Grasset, 1985
- Belle époque, Grasset, 1986
- La route Napoléon, Robert Laffont, 1987
- Une affaire publique, Robert Laffont, 1989
- Le regard des femmes, Robert Laffont, 1991
- Une femme rebelle. Vie et mort de Rosa Luxembourg, Presses de la Renaissance Paris, 1992, deutsche Erstausgabe Rosa Luxemburg. Eine Biographie, Benziger Verlag, Zürich 1993
- Les Fanatiques, Fayard, 2006
- Fier d'être Français, Fayard, 2006

## Verfilmungen
- 1982: Boulevard der Mörder (Boulevard des assassins) – nach dem Roman Une affaire intime
- 1983: Der Schrei nach Leben (Au nom de tous les miens)
- 2002: Napoleon